# 12 Dywizja Piechoty Armii Krajowej
12 Dywizja Piechoty AK – jedna z dywizji piechoty w strukturze organizacyjnej Armii Krajowej (Obszar Lwów, Podokręg Tarnopol).
Zgodnie z założeniami planu Burza, wyrażonymi w rozkazie z września 1942, oddziały partyzanckie miały zostać odtworzone na podstawie Ordre de Bataille Wojska Polskiego sprzed 1 września 1939.

## Struktura organizacyjna
W 1944, w wyniku przeprowadzania akcji odtwarzania przedwojennych jednostek wojskowych, utworzono 12 Dywizję Piechoty AK pod dowództwem kpt. Franciszka Garwola „Dziryta” w składzie:
- 51 pułk piechoty AK
- 52 pułk piechoty AK